# Savines-le-Lac
Savines-le-Lac település Franciaországban, Hautes-Alpes megyében. Lakosainak száma 1109 fő (2022. január 1.). Savines-le-Lac Pontis, Crots, Prunières, Puy-Saint-Eusèbe, Puy-Sanières, Réallon és Saint-Apollinaire községekkel határos.

## Népesség
A település népessége az elmúlt években az alábbi módon változott:
| Lakosok száma | 589  | 790  | 759  | 1061 | 1069 | 1063 | 1058 | 1076 | 1080 | 1109 |
|               | 1968 | 1982 | 1990 | 2006 | 2013 | 2015 | 2017 | 2019 | 2020 | 2022 |